# КазТрансОйл
АО «КазТрансОйл» (KASE: KZTO) — АО «КазТрансОйл» - национальный оператор Республики Казахстан по магистральному нефтепроводу. Входит в группу АО НК «КазМунайГаз».
Владеет диверсифицированной сетью магистральных нефтепроводов протяженностью 5,4 тыс. км. Транспортирует нефть на казахстанские нефтеперерабатывающие заводы и на экспорт по направлениям: участок «Атырау-Самара» магистрального нефтепровода «Узень-Атырау-Самара», перевалка в систему ТОО «Казахстанско-Китайский Трубопровод» (нефтепровод «Атасу-Алашанькоу»), порт Актау (налив нефти в танкеры), перевалка в систему АО «Каспийский Трубопроводный Консорциум-К», налив нефти в железнодорожные цистерны на ННП «Шагыр» и НПС имени Т. Касымова.
АО «КазТрансОйл» включен в Республиканский раздел Государственного регистра субъектов естественных монополий.

## Деятельность
Предметом деятельности АО «КазТрансОйл» являются оказание услуг по транспортировке нефти (перекачка, перевалка, слив, налив, хранение, смешение) и нефтепродуктов по магистральным трубопроводам.

## Дочерние и совместно-контролируемые организации
АО «КазТрансОйл» является участником и акционером следующих дочерних и совместно контролируемых организаций:
- ТОО «Казахстанско-китайский трубопровод» (доля участия – 50%),
- ТОО «МунайТас» (доля участия - 51%),
- ООО «Батумский нефтяной терминал» (доля участия - 100%),
- Частная компания с ограниченной ответственностью «Petrotrans Limited» (100%),
- ТОО «Магистральный водовод» (100%)[6].

## Охрана окружающей среды
Охрана окружающей среды и экологическая безопасность являются важными составными элементами устойчивого развития АО «КазТрансОйл». Компания в своей практике стремится сохранять баланс между решением производственных задач и уровнем ее негативного воздействия на атмосферный воздух, водные и земельные ресурсы и другие природные компоненты.

## Листинг на KASE
В 2012 году в рамках программы «Народное IPO» КазТрансОйл произвёл листинг на Казахстанской Фондовой Бирже, разместив 10 % акций. Спрос превысил предложение в 2 раза, акционерами стали более 34 тысяч граждан Казахстана.
Дивиденды за 2023 год составили  25 000 826 435 тенге.